# Cheiracanthium pauriense
Cheiracanthium pauriense là một loài nhện trong họ Miturgidae.
Loài này thuộc chi Cheiracanthium. Cheiracanthium pauriense được miêu tả năm 1991 bởi Majumder & Benoy Krishna Tikader.